# Terminal Conjunto Ceará
O Terminal Conjunto Ceará é um terminal de integração de ônibus urbano, localizado na avenida L, no bairro Conjunto Ceará, pertencente a Secretaria Executiva Regional 11, município de Fortaleza, Ceará.
Ao todo, 20 linhas de ônibus operam no terminal, transportando mais de 68 mil passageiros por dia, configurando-se como um dos terminais de menor movimentação e tamanho da capital.